# Henrique de Castro, prior do Crato
D. Henrique de Castro, foi cavaleiro fidalgo da Casa do Infante D. Henrique e prior do Crato da Ordem do Hospital.
Filho de Fernando de Castro, senhor do Paul do Boquilobo, fazia parte de uma geração com profundas ligações de parentesco não só às principais linhagens do Reino de Portugal, como também aos detentores dos principais títulos nobiliárquicos.
Por vontade de el-rei D. Duarte, a 9 de Setembro de 1437, acompanhando o conde de Arraiolos à saída de Ceuta, ocupou a ala direita do exército que marchava em direcção a Tânger.
A sua presença na Ordem do Hospital conta da data de 24 de Abril de 1441, altura em que o Eugénio IV ordenou ao arcebispo de Braga, bispo de Lamego e vigário geral de Coimbra que o recebessem como membro da referida ordem.
No ano seguinte, a 18 de Fevereiro, a pedido do regente D. Pedro, o mesmo papa deu ordem para que o elegessem prior da Ordem do Hospital em Portugal, sendo confirmado, já nesta qualidade, pela Cúria Romana a 18 de Março de 1443. Irá manter-se à frente desta dignidade por cinco anos, até 14 de Outubro de 1448, altura em que Nicolau V, pela Bula Apostolicae sedis, o afasta destas funções a favor D. João de Ataíde, recebendo em compensação uma pensão anual de 100.000 reais brancos.